# Amavasha
Amavasha o también llamada "Amavasya" (más propia del inglés), es el nombre para indicar o referirse al día de la Luna Nueva, noche sin Luna que es la más oscura de todo el ciclo lunar. La palabra "Amavasha" es muy común en muchas lenguas indias, sobre todo el sánscrito, el hindi, maratí y guyaratí.
La quincena del mes que contenga una Luna Nueva es considerada propicia por hindúes. Ellos creen que durante este período las ofrendas que se hagan, llegarán a sus antepasados difuntos. Cada mes, el día de la Amavasha es propicio para hacer las puyás (‘adoraciones’), sin embargo, se cree que durante el primer día de la Luna Nueva ningún viaje debería ser programado hacerse, así como se prohibían los viajes hechos sin la luz de la Luna antiguamente.
La "quincena oscura" (los 15 días de luz menguante, desde la Luna Llena hasta Luna Nueva) correspondiente a Aswayuja (septiembre-octubre) es conocida como el "Mahalaya Paksha" o la quincena especialmente sagrada para ofrecer oblaciones (ofrendas) a los antepasados difuntos. El último día de este período, es decir, el día central de la Luna Nueva, es considerado como el día más importante en el año para realizar las exequias y los ritos.
El héroe renombrado del Mahábharata, Karna, cuando él abandonó "la espiral de la muerte" (rueda del Samsara), ascendido a los mundos más altos y toda la caridad que él había ofrecido mientras estuvo en este mundo, allá le fue devuelto con creces, pero todo eso le fue devuelto en el oro y la plata; ¡No había ninguna retribución en alimento!, porque él, aquí en la Tierra, no había hecho ninguna caridad de alimentos. Karna rezó al dios de muerte y éste lo envió de regreso a la Tierra durante catorce días, compensar esta deficiencia... Durante catorce días, él alimentó a brahamanes y a los pobres y ofreció también las oblaciones del agua. A su vuelta a las regiones más altas, él tenía su retribución en alimento en la abundancia. Son estos catorce días son los que se conmemoran en el Mahalaya Paksha. Debido a la gracia de Yama, han sido ordenado que los ofrecimientos que son hechos durante este período para beneficiar a todas las almas difuntas, estén ellos (los difuntos) emparentados contigo o no.